# Guilt trip
Guilt trip (někdy také guilt tripping) je forma emocionálního vydírání, jehož cílem je manipulovat druhými skrze jejich pocity viny či odpovědnosti. Tento způsob jednání může být toxický a mít negativní dopady jak na duševní pohodu jedince, tak na jeho mezilidské vztahy. Podle George K. Simona je výčitkový nátlak specifickou formou zastrašovací taktiky. Manipulátor naznačuje oběti s vyvinutým smyslem pro odpovědnost, že není dostatečně starostlivá, je příliš sobecká nebo má příliš snadný život. To obvykle vede k tomu, že se oběť cítí provinile, což ji udržuje ve stavu pochybností o sobě samé, úzkosti a podřízenosti. Výzkum gult tripu je prozatím omezený a dostupné studie se zpravidla zaměřují na jeho výskyt ve vztazích mezi rodiči a dětmi.

## Projevy guilt tripu
Cílem těchto taktik je vyvolat u oběti nejistotu, podřízenost a pocit odpovědnosti za manipulátorovu situaci.
- Přenášení odpovědnosti – Manipulátor přisuzuje druhému vinu za vlastní problémy a neúspěchy. Často používá věty jako „Kdybys mi pomohl, nebyl bych na tom tak špatně.“
- Hra na oběť – Manipulátor se stylizuje do role oběti a líčí situaci tak, aby vzbudil soucit a získal podporu od ostatních. Například tchyně, která žárlí na snachu, může synovi tvrdit: „Tvoje žena se ke mně chová hrozně. Od té doby, co ses oženil, na mě nemáš čas, už pro tebe nejsem důležitá.“ Tím v synovi vyvolá pocit viny a pokusí se ho postavit proti jeho ženě.
- Ponížení a srovnávání – Použití výčitek a nepřímé kritiky k oslabení sebevědomí oběti. Např. „Včera, když jsem šla na návštěvu k sestře, tak tam bylo tak uklizeno. Všichni říkali, jak je ta tvoje sestra šikovná a pečlivá.“
- Manipulace fakty – Překrucování skutečnosti tak, aby to vyvolalo pocit viny. Např. partner hledající záminku k rozchodu obviní partnerku z nevěry.
- Pasivní agresivita – Ignorace a mlčení jako forma trestu.
- Emocionální nátlak a výčitky – Přehnané stížnosti, povzdechy či pláč s cílem vzbudit pocit viny. Neustálé připomínání minulých chyb a nátlak na změnu chování („Jsem smutný z toho, co jsi mi to tehdy udělal.“).

## Obrana proti guilt tripu
Abychom se vyhnuli manipulaci, je klíčové si uvědomit, že jsme manipulováni. Jakmile tuto manipulaci rozpoznáme, můžeme na ni reagovat a odmítnout ji. Manipulátor ztrácí sílu, pokud není schopen získat svoji oběť. Důležité je si pamatovat, že každý dospělý nese odpovědnost za své činy, a není naším úkolem cítit vinu za problémy jiných. Pokud manipulaci nelze odolat, je třeba vyhledat odbornou pomoc. Guilt trip by neměl být tolerován a je nutné si stanovit jasné osobní hranice.